# Пустынь (Рязанская область)
Пустынь — село в России, расположено в Касимовском районе Рязанской области. Входит в состав Ермоловского сельского поселения.

## История
В XVI — начале XX веков село называлось по-разному: Ондреянова Пустынь, Андреянова Пустынь, Андрианова Пустынь. Первое слово означает имя инока Андриана основателя пустыни, второе в старину обозначало небольшой монастырь в малолюдной пустынной местности.
Монастырь был основан при Иване IV. В начале XVII века он дважды подвергался разорению. Первый раз монастырю досталось от темниковских и кадомских татар, мордвы и всяких других ратных людей. Когда города были в смуте, приходили они в Ондреянову Пустынь, поломали церковные строения, уничтожили жалованные грамоты, данные царем Иваном Грозным в 1548 году. Спустя некоторое время, в 1618 году, казак Караулко с сотоварищами и вновь разорили монастырь без остатка.
Около пустыни были найдены искусственные пещеры с ходами, некоторые считали их следами бывшего монастыря. В конце XIX века по ходам можно было ходить более чем на версту, но из-за обвалов их огородили и заперли дверью…

## Население
| 2010 |
| ---- |
| 230  |